# 布汶
布汶（法語：Bouvines，法語發音：[buvin]）是法国上法蘭西大區北部省的一个市镇，属于里尔区和里尔欧洲都会区。1214年布汶战役在此地发生。

## 地理
布汶（50°34'44"N, 3°11'11"E）面积2.71 平方千米，位于法国上法蘭西大區北部省，该省份为法国最北部的省份及最长的省份，西北濒北海，西接加来海峡省，南至埃纳省和索姆省，东与比利时接壤。
与布汶接壤的市镇（或旧市镇、城区）包括：格吕松、锡苏万、梅朗图瓦地区桑甘。
布汶的时区为UTC+01:00、UTC+02:00（夏令时）。

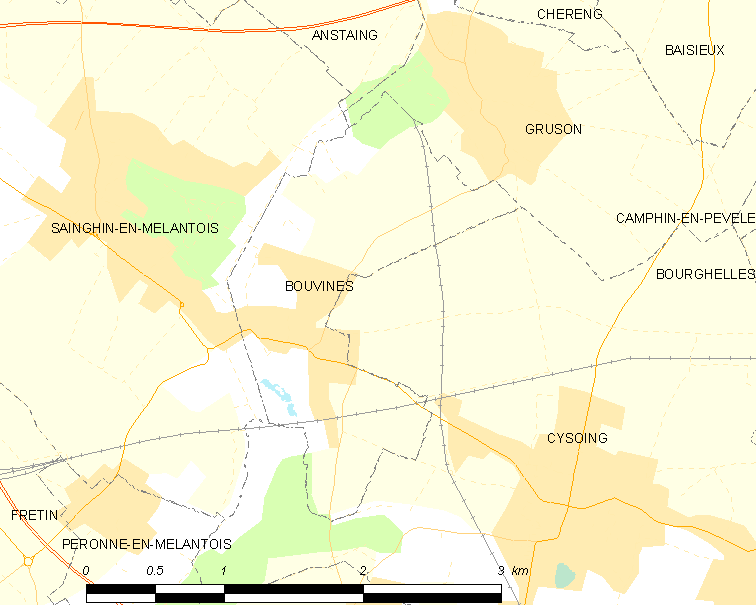
布汶的OSM定位图

## 行政
布汶的邮政编码为59830，INSEE市镇编码为59106。

## 政治
布汶所属的省级选区为佩韦勒地区唐普勒沃县。

## 人口

1962-2008年间布汶人口变化图示

布汶于2022年1月1日时的人口数量为766人。